# Venus In Situ Atmospheric and Geochemical Explorer
Venus In Situ Atmospheric and Geochemical Explorer è una missione spaziale della NASA proposta nel 2017 nell'ambito del programma New Frontiers per essere lanciata nel 2024  verso Venere.
La missione prevede l'invio di un lander per lo studio dell'atmosfera di Venere durante la fase di atterraggio e per lo studio della composizione chimica del suolo sotto la superficie di Venere mediante perforazione con trapano installato a bordo. Il progetto non fu però selezionato tra i finalisti del programma New Frontiers del 2017.